# Zorzines quadripunctata
Zorzines quadripunctata là một loài bướm đêm trong họ Noctuidae.